# Herbert Kienzle
Herbert Otto Kienzle (* 3. Juni 1887 in Schwenningen; † 20. März 1954 in Villingen) war ein deutscher Unternehmer.

## Leben
Am 3. Juni 1887 wurde Herbert Otto Kienzle als drittes Kind des Uhrenfabrikanten Jakob Kienzle (1859–1935) und seiner Frau Agathe (geb. Schlenker, 1863–1931) geboren. Sein Elternhaus stand in Schwenningen am Neckar, einer damals, in den Hochjahren der Industrialisierung, aufstrebenden Ortschaft. Sie war vor allem von der bedeutenden Uhrenindustrie geprägt. Nach dem Abitur nahm er 1907 ein Studium der Fächer Maschinenbau und Elektrotechnik an der Technischen Hochschule Stuttgart auf. Dort gehörte er der Studentenverbindung „Akademische Gesellschaft Sonderbund“ an und schloss sein Studium 1911 mit Diplom und später mit der Promotion zum Dr.-Ing. ab. Seine Doktorarbeit behandelte Automatisierungstechniken für Drehbänke.
Nach dem Studium sammelte er über mehrere Jahre Erfahrungen in den USA. 1917 hinderte ihn der Eintritt der USA in den Ersten Weltkrieg an der Rückkehr nach Deutschland. Nach Kriegsende übernahm er in Schwenningen zusammen mit seinen Brüdern Christian und Hellmut die Leitung des väterlichen Unternehmens Kienzle Uhrenfabriken. Herbert Kienzle hatte zunächst die technische Leitung, nach dem Tod Christians die Gesamtleitung inne. 
1922 heiratete er die Leipziger Unternehmerstochter Charlotte Leistner. Zusammen hatte das Paar drei Kinder: die Tochter Margrit (* 1923) sowie die Söhne Jochen (1925–2002) und Herbert (1931–1997).

## Gründer der Kienzle Apparate GmbH
In den Jahren 1928/29 gründete Kienzle die eigenständige Firma Kienzle Taxameter und Apparate AG (später Kienzle Apparate GmbH) im Nachbarort Villingen. Die Firma führte das von der Uhrenfabrik begonnene Geschäft mit Kontrollinstrumenten für den Automobilbereich fort. Aus seiner Vorstandsposition bei den Kienzle Uhrenfabriken schied er damit aus. Nach einer tiefen Krise infolge der Weltwirtschaftskrise 1929 erlebte Kienzle Apparate einen ersten Boom in der NS-Kriegswirtschaft und einen zweiten, nachhaltigen Aufstieg in der Nachkriegszeit zu einem bedeutenden deutschen High-Tech-Industrieunternehmen. Nach dem frühen Tod Kienzles 1954 wurde das Familienunternehmen von seinen beiden Söhnen weitergeführt.

## Wirken und Bedeutung
Kienzle war ein bedeutender Pionierunternehmer der feinmechanischen Industrie im deutschen Südwesten. Früh erkannte er die Bedeutung tayloristischer Methoden für die moderne Fabrikproduktion, früh sah er die bevorstehende Automobilisierung und ihre Bedeutung für Wirtschaft und Gesellschaft. Er entwickelte für beiden Geschäftsbereiche innovative Produkte und Geschäftsmodelle. Zusammen mit seinem Chefentwickler Paul Riegger ist er für Erfindung und Erfolg des Tachographen verantwortlich. In der Nachkriegszeit stellte er mit seinem Unternehmen die Weichen für den erfolgreichen Einstieg in den Markt für Büromaschinen.